# Паспорт громадянина Тринідаду і Тобаго
Паспорт громадянина Тринідаду і Тобаго — документ, що видається громадянам Тринідаду і Тобаго для поїздок за кордон. Усі паспорти цієї країни видаються Міністерством закордонних справ терміном на 5 років.
У 2007 році уряд Тринідаду і Тобаго ухвалив рішення про випуск нових паспортів, які на відміну від старого зразка мають вгорі логотип КАРІКОМу.
| Прапор Тринідаду і Тобаго | Це незавершена стаття про Тринідад і Тобаго. Ви можете допомогти проєкту, виправивши або дописавши її. |